# 白雨会

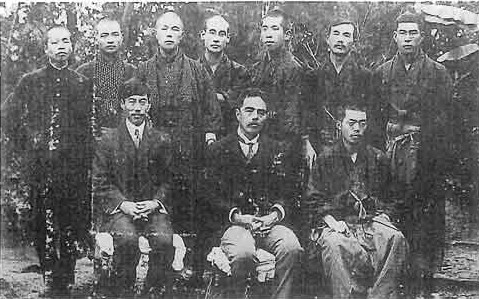
白雨会送別会(1917年)

白雨会（むらさめかい）は、無教会派の第一高等学校、東京大学、慶応大学、一橋大学の学生を中心に組織された組織の一つである。

## 歴史
内村鑑三の弟子たちが柏会を結成した2年後の秋、『聖書之研究』誌上に読者はだれでも聖書研究会に出席してよいことが告げられた。それを受けて、矢内原忠雄や坂田祐らが出席した。矢内原は柏会に入会したが、1911年（明治44年）12月23日のクリスマス晩餐会において、教友会、柏会に属さない会の結成が発表された。1912年（明治45年）1月30日より正式に発足した。内村により白雨会と命名された。
この集会はメンバーの下宿または家庭で行われ、祈祷会を中心とした愛の交わりの団体であった。
この会は、1932年（昭和7年）頃まで継続した。

## 名前の由来
詩篇65篇10節に登場する、堅い大地を和らげる神の恵みの「白雨」が名前の由来である。

## 主な会員
- 南原繁（東大総長）
- 坂田祐（関東学院院長）
- 高谷道男（桜美林大学経済学部長）
- 星野鉄男（医学者）
- 松田享爾（内務官僚）
- 鈴木錠之助（慶應大学文学部教授）
- 石田三治
- 松本実三
- 高田運吉
- 植木良佐
- 増地傭次郎